# Чам
Чам, або чам-албанці (алб. Çamë, грец. Τσάμηδες Tsámidhes) — етнічна група, яка поширена була, спочатку, в прибережній області Епір на північному заході Греції, район, відомий серед албанців, як Чамерія (Chameria).
Чами мають свою власну специфічну культурну ідентичність, яка являє собою суміш з албанських і грецьких впливів, а також багато елементів притаманних тільки чамам. Як високорозвинута етнічна група (в культурному та фінансовому напрямках) чами відіграли важливу роль у самостійності й відродженні албанської культури 19 століття. Чами говорять на своєму діалекті, близькому до албанської мови, тоді як культурно, ця етнічна група, більше пов'язує себе з грецькою культурою (передусім через історичні та географічні фактори).
Починаючи з часів новогрецької історії, внаслідок націоналістичної політики урядів Греції ця етнічна група піддавалася значним утискам. А після Італо-грецької війни та подальших подій 2-ї світової війни цей етнос урядом Греції було піддано депортації (з мотивами участі в колабораційному русі в країні за часів війни).

## Традиції
Оскільки значна частина чамів була піддана депортації та впродовж трьох століть (до 20 століття, включно) піддавалися національним утискам зі сторони османів, албанців та греків, то значна частина їх традицій вже не збереглася. Залишилися в пам'яті цього народу тільки визначальні традиційні елементи (як в музиці, так й в побуті), які їм вдалося впитати ще з часів давнього Епіру та поєднати з впливами грецької чи албанської культур. Будучи на перехресті християнської (грецька) та ісламської (албанська) культур, цей етнос поєднав в своїх традиціях частину традицій сусідніх великих народів. 

### Музика
Чами мають свої музичні особливості, які відрізняються від інших груп албанської музики (часто це пов'язують з впливом культури Епіру). Загалом більшістю дослідників вважається що саме чами увібрали в себе забуту вже традицію поліфонічного співу Епіру (яка частково має схожі варіації як швейцарський Йодль чи сардинський Канту теноріа) 
Народна музика чамів підрозділяється на три основні категорії: ІЗО-поліфонічна музика, поліфонічна музика і народні балади (всі вони базуються на специфічному чамському багатоголоссі). Характеристики останніх двох типів також поширені серед греків і волохів з цього регіону
Чами співають зовсім іншим типом, аніж самі албанці, так звана камерна ІЗО-поліфонія. Найяскравішим прикладом такого співу стала Пісня про Село Мезані (song of Çelo Mezani), народна пісня в якій оплакується знищення чамського революційного села Мезані в часи боротьби з османськими поневолювачами цього краю. Ця пісня є найпопулярнішою як для чамів, так й значної частини албанців та греків, що символізує буремні роки визволення від османського панування.
Відомі інші народні пісні: «Eufrozina of Janina», «Mora rrugën për Janinë», «Janinë, motra Janinë», «Janinë, e zeza Janinë», 
«Janinë, e zeza Janinë», «Në Pesë Pusë Kala»

### Танці
Танці етносу Чам відомі як в Албанії так й в Греції (зчаста, найрадикальніші з них признають своїми народними танками). 
Найвідомішим є Танець Осман Така (Dance of Osman Taka). Цей танець пов'язаний з Осман Така, лідером чамів, хто боровся проти сил Османської імперії, і яким вдалося втекти від смерті завдяки цьому танцю. Цей старовинний народний танець чамів, але під цим ім'ям він відомі тільки з 19-го століття.
Танець Залонґо (Dance Zalongo -відомий в албанському фольклорі як Vallja або Vaji i Zallongut) посилається на події як албанської так і грецької історії з участю масового самогубства жінок племені Соулі (Souli) та їх дітей. У його основі лежить історична подія в грудні 1803 року, коли невелика група жінок Соулі і їхні діти були захоплені військами Османської імперії в горах Залонґо в Епірі. Які для того, щоб уникнути захоплення і поневолення, спершу, кидали з кручі своїх дітей, а потім й самі в шаленому танці скочили з кручі, здійснивши таке героїчне самогубство The song of the dance goes as follows in Albanian:. Загалом, після цього танцю постала й героїчна пісня, яка стала своєрідним гімном боротьби з османами.
Танець Чаміко (Dance Tsamiko -відомий в грецькому фольклорі як Means dance of the Chams) посилається на події історії чамів так і греків в часи 1880 років. Танцюють його майже виключно чоловіки, цей танець поєнює швидкі й повільні рухи. Сьогодні Чаміко є популярним танцем на фестивалях та весіллях, особливо в сільських районах Центральної Греції і Пелопоннеса, а також Епіру (де послуговуються повільнішими версіями).

### Фольклор
Фольклор
Через утиски зі сторони османів, а потім греків, чамам доводилося найчастіше послуговуватися усною народною творчістю, а тому до наших днів дійшли усні перекази та народні казки чи пісні чамів. Як таких, великих досліджень фольклору та культури чамів не проводилося лише кілька сподвижників внесли свій вклад в збереження тих народних артефактів зникаючого етносу.
У 1889 році датський етнограф Олґерт Педерсен збирав народні казки чамів і опублікував їх у Копенгагені дев'ять років по-тому, у книзі «На албанському фольклорі» (Zur albanesischen Volkskunde) . Більше 30 народних казок чамів були там зібрані, більшість яких про хоробрість і честь народних героїв. Чами півдня Чамерії вважають, що вони є нащадками легендарних "jelims", гігантів з південно-албанської міфології, чия назва походить від слов'янського перекладу грецького слова Έλλην (Еллін).
Другим значним дослідником культури чамів став канадійський дослідник албанської культури Роберт Елсі (Robert Elsie), який досліджуючи культуру албанців, досить детально зупинився на розвідках (мовно-фольклорних) етносу чамів. Йому вдалося зібрати колекцію фольклорних піснопівів та казок й легенд чамів.